# Encarnación Atienza
Encarnación Atienza fue una de las cinco damas correntinas que fueron llevadas como rehenes al Paraguay al comienzo de la guerra de la Triple Alianza.

## Biografía
María Encarnación Atienza Vargas nació en la ciudad de Corrientes, probablemente en la segunda década del siglo XIX. Su padre era hijo del capitán de cívicos Nicolás Atienza, gobernador provisorio de la provincia de Corrientes. 
Estaba relacionada con amistad y parentesco con algunas de las principales familias correntinas, especialmente los Ferré y los Alsina.
Contrajo matrimonio con el sargento mayor Santiago Osuna, integrante de las fuerzas de la provincia en la Guardia Nacional.

### La invasión
En la mañana del 13 de abril de 1865 una escuadra compuesta por cinco vapores de guerra paraguayos seguidos por otros barcos de transporte con entre 2500 y 4000 hombres a bordo, navegó aguas abajo hasta la altura de la "columna fundacional" (hoy equivalente al puente interprovincial general Manuel Belgrano), donde viró aguas arriba.
Tras un combate los vapores paraguayos capturaron el vapor 25 de Mayo, que se encontraba en reparaciones, mientras la tripulación reducida del vapor Gualeguay, atracado a dos cuadras y en desarme, se atrincheró en los pedregales de la costa y sostuvo un violento tiroteo con las fuerzas de desembarco despachadas por el Marqués de Olinda, hasta que se retiró al centro de la ciudad.
La escuadra invasora abrió fuego sobre la ciudad "con bala y metralla" mientras que el gobernador de Corrientes, Manuel Ignacio Lagraña intentaba organizar la defensa con la única compañía de la Guardia Nacional existente (unos ciento veinte hombres), los marinos sobrevivientes y voluntarios. Al siguiente día se sumó una segunda división paraguaya de cuatro mil infantes enviados desde Paso de la Patria, por lo que Lagraña decidió retirarse hacia San Roque.

### Ocupación
Los ocupantes pusieron al frente de la provincia un gobierno títere integrado por Teodoro Gauna, Víctor Silvero y Sinforoso Cáceres.
Coincidente con otros historiadores y testigos de la época (Pedro Igarzábal, Gregorio y Juan Vicente Pampín, los investigadores Manuel Florencio Mantilla y Hernán Félix Gómez) Wenceslao Domínguez en su ensayo histórico La toma de Corrientes afirma que en la ciudad ocupada "La menor sospecha era suficiente para el juicio sumarísimo si lo había, y el más leve motivo de patriotismo argentino era castigado con la pena de muerte. Sería largo detallar las condiciones de la tétrica ida en Corrientes; y además, es también bastante conocida".
Por su parte, el historiador Antonio Emilio Castello afirma en su libro Historia ilustrada de la provincia de Corrientes que "La ciudad de Corrientes arrastró una miserable existencia sumida en el temor de las delaciones, de los atropellos y del cautiverio en las cárceles paraguayas. Un día los invasores llevaron a cabo una feroz matanza de indios chaqueños en las calles de Corrientes. Los pobres indígenas vendían desde hacía años leña y pasto, de casa en casa, y como algunos de ellos se negaron a recibir papel moneda paraguayo, fueron exterminados a sablazos y balazos en pleno día".

### Rehenes
A la una de la madrugada del martes 11 de julio de 1865 soldados paraguayos a las órdenes directas de un oficial apellidado López, bajo el mando del brigadier Wenceslao Robles y siguiendo instrucciones de Francisco Solano López, secuestraron de sus casas y llevaron arrestadas a los calabozos del Cabildo correntino en la calle Libertad a cinco damas de la alta sociedad correntina cuyos maridos estaban ausentes, todos partidarios del gobernador depuesto Manuel Ignacio Lagraña y la mayoría de ellos oficiales liberales partidarios de Bartolomé Mitre y partícipes de la defensa de Corrientes. 
Una de ellas fue María Encarnación Atienza de Osuna, secuestrada en su casa de Tucumán entre Libertad y 25 de Mayo donde se encontraba con sus dos hijos, Pedro y Ricardo.
Las restantes eran:
- su prima Carmen Ferré Atienza (-1899), hija de Manuel Antonio Ferré Alsina (1798-1874) y de Margarita Atienza Sánchez Corriendo (1800-1880, hija de Nicolás Atienza e Isabel Sánchez Corriendo), sobrina del exgobernador de Corrientes, Pedro Ferré, esposa de su primo el coronel Fermín Alsina y Atienza (1823-1878), hijo de Ángel Esteban Alsina (Buenos Aires,1786-Corrientes, 1824) cabildante y regidor, y de Encarnación Atienza (1794-?). Se encontraba sola con sus dos hijas y cinco hijos en su casa en esquina sobre la calle Libertad y Buenos Aires, en diagonal a la Plaza Mayo. Llevó al cautiverio a su hija Carmen, aún un bebe de pecho.

- su amiga Jacoba Plaza, esposa del mayor Manuel Cabral. Fue detenida en su casa de San Juan 570, en diagonal al Teatro Vera. Tras rogar a sus captores consiguió que la dejaran llevar con ella a su hijo de dos años.

- Toribia de los Santos, esposa del sargento mayor Desiderio Sosa, comandante del Batallón Primero de Corrientes, que él mismo había organizado. Fue secuestrada en su casa de la calle Julio entre Córdoba y Catamarca, donde se encontraba con sus hijos Fortuno, Deidamia, Clotilde y Virgilia.

La última fue Victoria Bar, esposa del hacendado Alejo Ceballos, quien aportaba ganado al ejército y compartía la filiación política de los demás esposos de las cautivas. Al momento del secuestro su esposo estaba en la estancia de San Lorenzo. Victoria Bar fue detenida en su casa de la calle Julio entre Córdoba y Catamarca, frente mismo a la de Toribia de los Santos, donde se encontraba con sus dos hijos Alfredo y Victoria y su anciano suegro, Alejo Felipe Ceballos.
Ya anciana, Victoria Bar se convertiría en cronista de los hechos:"nos llevaron al antiguo Cabildo y nos sumergieron en un horrendo calabozo. Allí ya estaban encerradas en calabozos inmundos las señoras del coronel Alsina, del coronel Sosa, la señora de Manuel Cabral y la señora de Osuna..."
Jacoba Plaza de Cabral había podido esconder entre sus ropas la imagen de la Virgen de la Merced, santa patrona de la Ciudad de Vera, de la cual todas las mujeres eran devotas. Una vez reunidas, prometieron a la Virgen de la Merced que si regresaban con vida, lo primero que harían cuando pisaran suelo correntino sería caminar hasta la iglesia para agradecer su suerte, aún incluso antes de saludar a sus familiares.
Tras ser interrogadas para conocer el paradero de sus maridos, fueron trasladadas inicialmente a la prisión de Humaitá. Siguiendo el relato de Victoria Bar "De allí (Humaitá) nos condujeron a un punto que se denomina Guardia Tacuara. Desde este punto en carreta nos llevaron al pueblo de San Juan caminando día y noche. En San Juan estuvimos dos años." Allí se les comunicó "que no podía mantenernos ni vestirnos y que nos alimentáramos como nosotros pudiéramos hacerlo. A los dos años nos trasladaron a Caá Pucú y nos estacionaron durante un año". 
Ante la falta de carretas, de Caá Pucú partieron a pie, a razón de cuatro leguas por día y alimentadas por naranjas agrias, sirviendo de descubierta al ejército en retirada:"Ya sin calzados, marchábamos de la manera más penosa sobre pedregullo. Los arroyos lo pasábamos lo mismo a pie. Algunas veces con el agua hasta el cuello, a pesar de mi gran estatura". De Paso Ezcurra siguieron en iguales condiciones rumbo a Caá Cupé:"Después de una penosa peregrinación, contemplando todos los crímenes imaginables y todos los excesos, fuimos trasladadas a Caá Cupé, Quindí, Itacurubí y Ajó. De allí por montes terribles a Villa Rica y recién al finalizar el cuarto año de cautiverio fuimos entregadas en Asunción ante el júbilo de encontrarnos con gente amiga y después de soportar todos los vejámenes". 
Pese a las duras condiciones de cautiverio, fueron respetadas en su honor de acuerdo con una orden de Francisco Solano López.
En Asunción fueron pronto librada por las fuerzas brasileñas y restituida a Corrientes excepto Toribia, quien falleció en cautiverio.
El 5 de septiembre de 1869 regresaron a Corrientes y según su promesa se dirigieron a la iglesia de la Merced dando gracias por su regreso.
Como un homenaje póstumo, un grupo de correntinos buscó y consiguió que sus restos sepultados en distintos puntos del cementerio San Juan Bautista fueran trasladados en 2007 a la iglesia que las vio regresar con vida.